# Bóg i diabeł w krainie słońca
Bóg i diabeł w krainie słońca (port. Deus e o Diabo na Terra do Sol) – brazylijski dramat filmowy z 1964 roku w reżyserii Glaubera Rochy, zrealizowany na podstawie autorskiego scenariusza. Obraz należy do nurtu Cinema Novo, zajmującego się społeczno-politycznymi problemami Brazylii lat 60. XX wieku.
Film startował w konkursie głównym o nagrodę Złotej Palmy na 17. MFF w Cannes, ale nie został nagrodzony. W późniejszych analizach film był traktowany jako prekursor Bonnie i Clyde'a (1967) Arthura Penna oraz spaghetti westernów; odnajdywano w nim równocześnie inspirację kinem Siergieja Eisensteina, Jean-Luca Godarda i Luisa Buñuela, jak również teatrem Bertolta Brechta i Jerzego Grotowskiego.